# Citizen (banda)
Citizen é uma banda de rock do sudeste de Michigan e noroeste de Ohio, Estados Unidos. Atualmente a banda é formada por Mat Kerekes (vocalista), Nick Hamm (guitarrista e backing vocal), Ryland Oehlers  (guitarrista), Eric Hamm (baixista) e Jake Duhaime (baterista).

## Historia
A banda foi formada no ano de 2009, enquanto os membros ainda estavam no ensino médio. Seu primeiro lançamento foi uma demo de pop punk, e depois a banda modificou seu gênero adotando diferentes estilos como indie rock, post-hardcore,  hardcore melódico, emo pop. 
No início de 2012, a banda assinou contrato com a ''Run For Cover Records". e lançou seu primeiro álbum em 2013, intitulado Youth. O álbum foi gravado no Studio 4 com o produtor Will Yip (Title Fight, Circa Survive, Braid).
Em junho de 2014, a banda anunciou que faria uma turnê de outono divulgando o álbum "Youth", a partir do início de setembro em Toronto, no Canadá, e terminaria meados de outubro, em Cleveland, Ohio. 
O tour também contou com o apoio das bandas "You Blew It!", "Hostage Calm", "Praise" e "True Love". No final de julho de 2014, a banda lançou um single intitulado "Silo" pela "Run For Cover Records". Em abril a banda anunciou planos de lançar seu segundo álbum, intitulado Everybody Is Going to Heaven, lançado em 23 de junho de 2015 pela ''Run For Cover Records". O álbum foi disponibilizado para streaming na página da "Run for Cover's Bandcamp"em 9 de junho de 2015. O álbum alcançou o número 2 na Billboard Albums Vinyl.

## Membros

### Atuais
- Mat Kerekes - vocalista
- Nick Hamm - guitarrista e backing vocal
- Jake Duhaime - baterista
- Ryland Oehlers - guitarrista
- Eric Hamm - baixista

### Ex-membros
- Cray Wilson - baterista
- Mike Armstrong - baterista

## Discografia

### Álbuns de estúdio
- Youth (2013)
- Everybody Is Going to Heaven (2015)
- As You Please (2017)

### EP
- Young States (2011)

### Splits
- The Only Place I Know (split w/ The Fragile Season) (2011)
- Citizen / Turnover (split w/ Turnover) (2012)

### Singles
- "Silo" (2014)
- "Nail in Your Hand" (2015)
- "Jet" (2017)
- "Big Mouth" (2019)

### Demo
- Demo (2009)